# Зенон Андрусишин
Зенон Андрусишин (англ. Zenon Andrusyshyn; 25 лютого 1947, Гюнцбург, Баварія — 7 серпня 2023, Ленд-О-Лейкс, Флорида) — німецько-канадський гравець Канадської футбольної ліги з 1971 по 1977, 1979—1982 роки, головним чином за «Торонто Аргонавтс». Він також був членом Kansas City Chiefs у Національній футбольній лізі та Tampa Bay Bandits у Футбольній лізі США. Він грав у футбол в Каліфорнійському університеті у Лос-Анджелесі.

## Ранні роки
Андрусишин народився в Німеччині в сім'ї українців. Його сім'я переїхала до Онтаріо, Канада, де він навчався в середній школі Оквіль Трафальгар. Він встановив шкільний рекорд у метанні списа, який тримався 35 років. Андрусишин брав участь у збірній Канади в метанні списа, штовханні ядра та диску під час Ігор Британської імперії та Співдружності націй 1966 року. Йому належав канадський рекорд метання списа, кинувши його на 242 фути 6 дюймів.
Він отримав стипендію з легкої атлетики від Каліфорнійського університету в Лос- Анджелесі, щоб змагатися в метанні списа, але отримав травму ліктя під час підготовки до літніх Олімпійських ігор 1968 року і вирішив піти до футбольної команди після того, як забив 14 кидків з гри поспіль. 45 ярдів. Під час одного тренування він забив філдголи на 57 і 62 ярди. Андрусишин використовувався і як пантер, і як плейскікер.
Будучи другокурсником, він очолював NCAA у пантингу із середнім результатом 44,2, а також зробив 11 із 24 спроб з гри. У матчі проти Університету Південної Каліфорнії в змаганні, яке називали «грою століття», він пропустив один м'яч з гри, два заблокував і не набрав критично важливого додаткового очка, що дало їм перемогу та зрештою національний чемпіонат 1967 року. Тодішній головний тренер USC Джон Маккей зауважив, що «Андрусишин б'є ногами з низьким рівнем важеля», і саме тому він використав атакувальний підкат 6 футів 8 Білла Хейго, щоб вплинути на його гру ногами.
Будучи старшим, він забив 8 з 12 кидів з гри, 33 з 44 додаткових очок і мав середній показник 42,1 ярда. Він був двічі Всеамериканським гравцем (1967, 1969) і був обраний до All Century Team Каліфорнійського університету в Лос-Анджелесі.

## Професійна кар'єра

### Даллас Ковбойз
Андрусишин був обраний «Даллас Ковбойс» у дев'ятому раунді (загалом 231-му) драфту НФЛ 1970 року. Його звільнили перед початком сезону 2 вересня.

### Торонто Аргонавтс (перший період)
5 травня 1971 року він підписав контракт як вільний агент з «Торонто Аргонавтс» з Канадської футбольної ліги. 23 жовтня 1977 року він записав удар на 108 ярдів проти «Едмонтон Ескімос», який досі вважається найдовшим ударом в історії професійного футболу.

### Канзас Сіті Чіфс
14 квітня 1978 року він підписав контракт з «Канзас-Сіті Чифс» як вільний агент. Він був визнаний стартовим гравцем команди, зареєструвавши 79 ударів на 3247 ярдів (в середньому 41,1 ярда), довжину 61 ярд і один заблокований удар. 21 серпня 1979 року його було звільнено після того, як Боб Групп обійшов його на карті глибини.

### Гамільтон Тайґеркетс
7 вересня 1979 року його як вільного агента підписав «Гамільтон Тайґеркетс» з Канадської футбольної ліги. Він з'явився в останніх 8 іграх, виконуючи роль ударів і ударів ногами. Він закинув 10 із 20 кидів з гри, 15 із 16 додаткових очок і в середньому набрав 43,2 ярда за 51 удар. 15 червня 1980 року його обміняли в «Торонто Аргонавтс» в обмін на атакуючого Ела Макліна.

### Торонто Аргонавтс (другий період)
У 1980 році він був визнаний найкращим гравцем у першій стадії та гравцем замість Яна Сантера. Два сезони поспіль його називали учасником усіх зірок CFL East. 14 вересня 1980 року в матчі проти " Саскачеван Рафрайдерс " він забив найдовший у кар'єрі філдгол із 57 ярдів. Він був пропущений на таблиці глибини Дін Дорсі і був звільнений у вересні 1982 року.

### Едмонтон Ескімос
У вересні 1982 року команда «Едмонтон Ескімос» звільнила його від зобов'язань, щоб замінити Хенка Ілешича, який пішов у суперечці щодо контракту.

### Тампа-Бей Бандитс
29 грудня 1982 року він підписав контракт як вільний агент з «Тампа-Бей Бандитс» з Футбольної ліги США. Протягом трьох сезонів він був першим гравцем у гравцях і гравцях, поки команда не розпалася в 1986 році.

### Монреаль Алуетс
1 жовтня 1986 року він підписав контракт як вільний агент з « Монреаль Алуетс», щоб замінити травмованого Роя Курца. Після сезону він не був повторно підписаний.

## Особисте життя
Андрусишин познайомився зі своєю дружиною в телевізійному шоу The Dating Game в 1969 році. Того року він також зіграв невелику роль у телешоу «Медичний центр».
У 1990 році в Нешвіллі, штат Теннессі, він був висвячений на священика південної баптистської деномінації. Він також закінчив Даллаську теологічну семінарію в 1995 році зі ступенем магістра мистецтв, біблійних досліджень (MABS).
З березня 1987 року він був директором Товариства християнських спортсменів у Тампі, завершивши 20 років роботи в FCA у 2007 році. У жовтні 2007 року Зенон Андрусишин разом із дружиною Сью створив власне служіння. Відомий як Zenon Ministries Inc., це некомерційне молодіжне служіння 501(c)(3). Андрусишин був у понад 15 місійних поїздках, у тому числі з доставкою медичних товарів індіанцям племені Куна — Панама (тричі), до дитячих онкологічних лікарень у Києві та Одесі, Україна (чотири рази), закордонні місії в Англії (тричі), Німеччині (тричі) і Мексики (тричі). Він був головою молодіжної ради Біллі Грема Хрестового походу-1998 у Тампі, штат Флорида, а також головою молодіжної ради Луїса Палау на фестивалі TampaBayFest у 2007 році.